# Omega (album)
Albums de Alyson Avenue
Presence of Mind
(2000)
Omega est le second et dernier album du groupe Alyson Avenue sorti en 2003. Par la suite, le groupe se dissout après que la chanteuse Anette Olzon a rejoint le groupe Nightwish.

## Morceaux
1. When Dreams Fall Apart
2. Tonight Is All You Get
3. Perfect Love
4. One Life One Show
5. Do You Ever Miss My Passion'
6. Echoes Of My Heart
7. I Still Believe
8. I Have Been Waiting
9. Can I Be Wrong
10. Whenever You Need Someone